# Лавено-Момбело
Лавѐно-Момбѐло (на италиански: Laveno-Mombello; на ломбардски: Laven Mumbel, Лавен Мумбел) е община в Северна Италия, провинция Варезе, регион Ломбардия. Административен център на общината е градче Лавено (на италиански: Laveno), което е разположено на 205 m надморска височина, на източния бряг на езеро Лаго Маджоре. Населението на общината е 8703 души (към 2017 г.).